# Igor Budan
Igor Budan (Rijeka, 22 de abril de 1980) é um futebolista croata.